# Wojciech Żołądkowicz
Wojciech Żołądkowicz (ur. 27 czerwca 1980 w Olsztynie) – polski aktor filmowy i teatralny, prezenter telewizyjny.

## Życiorys
W 2001 roku startował z listy KKW Akcji Wyborczej Solidarność Prawicy w wyborach parlamentarnych. Umieszczony na 13. pozycji zdobył w okręgu wyborczym nr 34 łącznie 38 głosów.
Ukończył studia w Akademii Teatralnej im. Aleksandra Zelwerowicza w Warszawie. Od 2006 współpracuje z Teatrem Współczesnym w Warszawie. W tym samym roku otrzymał nagrodę na XXIV Festiwalu Szkół Teatralnych w Łodzi za rolę Heinricha Manna w przedstawieniu Opowieści Hollywoodu Christophera Hamptona i Girtaka w Bezimiennym dziele Witkacego. Nominowany do nagrody Feliks Warszawski w kategorii za najlepszą drugoplanową rolę męską w Sztuce bez tytułu Antoniego Czechowa. Na antenie TVP1 prowadził cotygodniowy cykl pt. „Korona królów – taka historia...”, w którym omawiał rozmaite aspekty życia w średniowiecznej Polsce.

## Role filmowe i telewizyjne
- 2021 – The Office PL – Tadek Boniacha
- 2019 – (Nie)znajomi – Wojtek
- 2018 – Korona królów – Olgierd Giedyminowic
- 2016 – #WszystkoGra – komornik
- 2016 – Historia Roja czyli w ziemi lepiej słychać – starszy strzelec Bronisław Gniazdowski „Mazur”
- 2016 – Smoleńsk – ekspert TVM-SAT
- 2014 – Czas honoru – jako mężczyzna na targowisku (odc. 1)
- 2013 – Układ zamknięty – jako Kamil Słodowski[4]
- 2011 – Układ warszawski – Mariusz Wdowiak (odc. 12)
- 2009 – Rodzina zastępcza – kaskader (odc. 316)
- 2007 – Na Wspólnej
- 2007 – Samo życie
- 2006 – Dzień, w którym umarłem ...
- 2006 – Miasto ucieczki
- 2005 – Wszystko będzie

## Role teatralne
- 2012 – jako Horacy, Hamlet Williama Szekspira, reżyseria Maciej Englert[3]
- 2011 – jako pan Dulski, Moralność pani Dulskiej Gabrieli Zapolskiej, reżyseria Agnieszka Glińska[3]
- 2011 – Gran Operita Marcina Przybylskiego
- 2010 – jako drugi mężczyzna, Historia miłosna Jean-Luca Lagarce, reżyseria Natalia Sołtysik[3]
- 2009 – jako Mikołaj, Sztuka bez tytułu Antoniego Czechowa, reżyseria Agnieszka Glińska[3]
- 2008 – jako student Bertold, Proces Franza Kafki, reżyseria Maciej Englert
- 2008 – jako bikiniarz, To idzie młodość ... Marka Nowakowskiego, reżyseria Maciej Englert
- 2007 – jako Józef Girtak, Bezimienne dzieło Witkacego, reżyseria Jan Englert
- 2006 – jako techniczny, W piątek wieczorem Willy’ego Russella, reżyseria Agnieszka Glińska
- 2006 – jako Heinrich Mann, Opowieści Hollywoodu Christophera Hamptona, reżyseria Maja Komorowska
- 2006 – jako Czebutykin, Kułygin, Trzy siostry Antoniego Czechowa, reżyseria Agnieszka Glińska
- 2006 – jako Sysojew, Udając ofiarę Olega i Władimira Presniakow, reżyseria Maciej Englert
- 2005 – Juliusz Cezar Williama Szekspira, reżyseria Jan Englert

## Audiobooki
- 2016 – Droga królów – Brandon Sanderson
- 2016 – Transmisja – Marcin Strzyżewski
- 2016 – Groby niewinnych – Peter Robinson
- 2015 – Pomnik cesarzowej Achai – Andrzej Ziemiański
- 2015 – Bella i Sebastian – Nicolas Vanier
- 2012 – Skróty szaleństwa – Juliusz Erazm Bolek
- 2012 – Przygody Filonka Bezogonka – Gosta Knutsson
- 2012 – Jak się modlić – Jerzy Zieliński
- 2011 – Szpiedzy w Warszawie – Alan Furst
- 2011 – Skrawek mego serca – Peter Robinson
- 2011 – Wyliczanka – John Verdon
- 2011 – Bajki chińskie, czyli opowieści dziwnej treści – Zbigniew Królicki
- 2010 – Obłęd – Erik Axl Sund
- 2010 – Historia Edgara – David Wroblewski
- 2009 – Lolita – Vladimir Nabokov
- 2009 – Żółty pies – Georges Simenon
- 2008 – Klub Dumas – Arturo Pérez-Reverte
- 2008 – Ostatnia bitwa templariusza – Arturo Pérez-Reverte
- 2007 – Cień wiatru – Carlos Ruiz Zafón
- 2007 – Wiatr niesie deszcz – Eric Malpass

## Polski dubbing
- 2007: Pokémon: Wymiar walki – Kellyn
- 2009: Dragon Ball Z Kai – Doktor Brief[5]
- 2013: Rick i Morty – Rick Sanchez (wersja Comedy Central)
- 2014: Wielka szóstka – Wasabi
- 2015: Bystrzaki kontra Paskudy – Stan Grissle
- 2015: Dragon Ball Super – Doktor Brief[6]
- 2015: Ant-Man – Dave
- 2015: 100 rzeczy do przeżycia przed liceum – Pan Roberts
- 2017: Maggie i Bianca – Wujek Max
- 2018: Ant-Man i Osa – Dave
- 2018: Mary Poppins powraca – Pan Frye / Łasica
- 2020: Valorant – Brimstone
- 2020: Cyberpunk 2077 – Goro Takemura
- 2021: Zaplątani w czasie – Ochroniarz[7]
- 2024: Transformers: Początek – D-16[8]